# Pleurothallis bowmannii
Pleurothallis bowmannii är en orkidéart som beskrevs av Heinrich Gustav Reichenbach. Pleurothallis bowmannii ingår i släktet Pleurothallis och familjen orkidéer. Inga underarter finns listade i Catalogue of Life.